# Pinakoteket i São Paulo

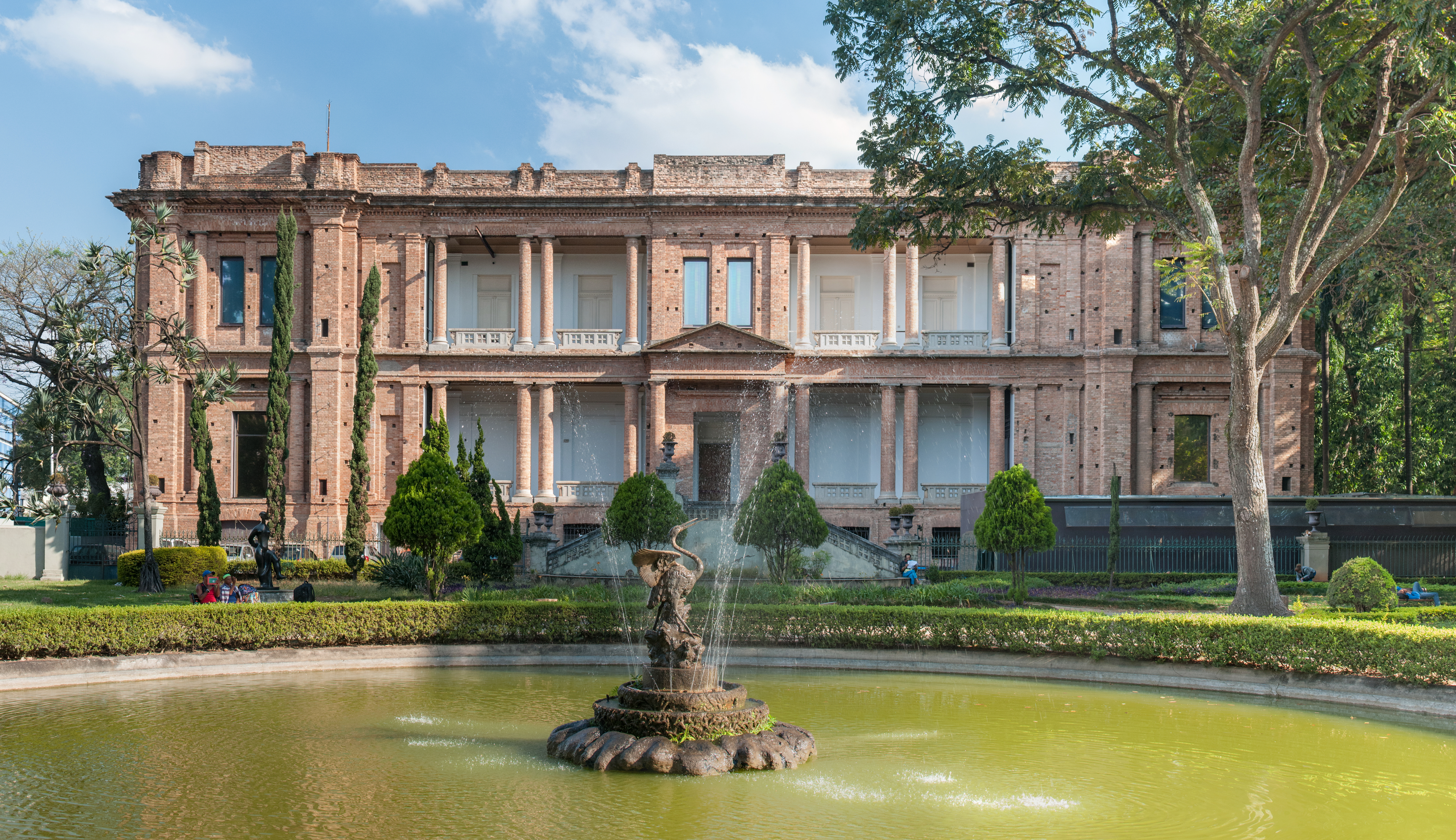
Pinacoteca do Estado de São Paulo.

Pinakoteket i São Paulo (portugisiska: Pinacoteca do Estado de São Paulo) är ett konstmuseum grundat 1905 i São Paulo, Brasilien. Museet (som ligger i parken Jardim da Luz) är underordnat São Paulos kultursekretariat och är ett av Brasiliens viktigaste museer med en samling som omfattar mer än 6 000 verk. Samlingarna innehåller främst brasiliansk konst från 1800-talet och 1900-talet, men även andra tavlor, skulpturer, collage, teckningar, gobelänger, porslin och keramik. 
Pinakoteket har även filialen ’’Estação Pinacoteca’’ (”Station Pinakoteket”), med tillfälliga utställningar och dokumentationscentrum vid gatan Largo General Osório.

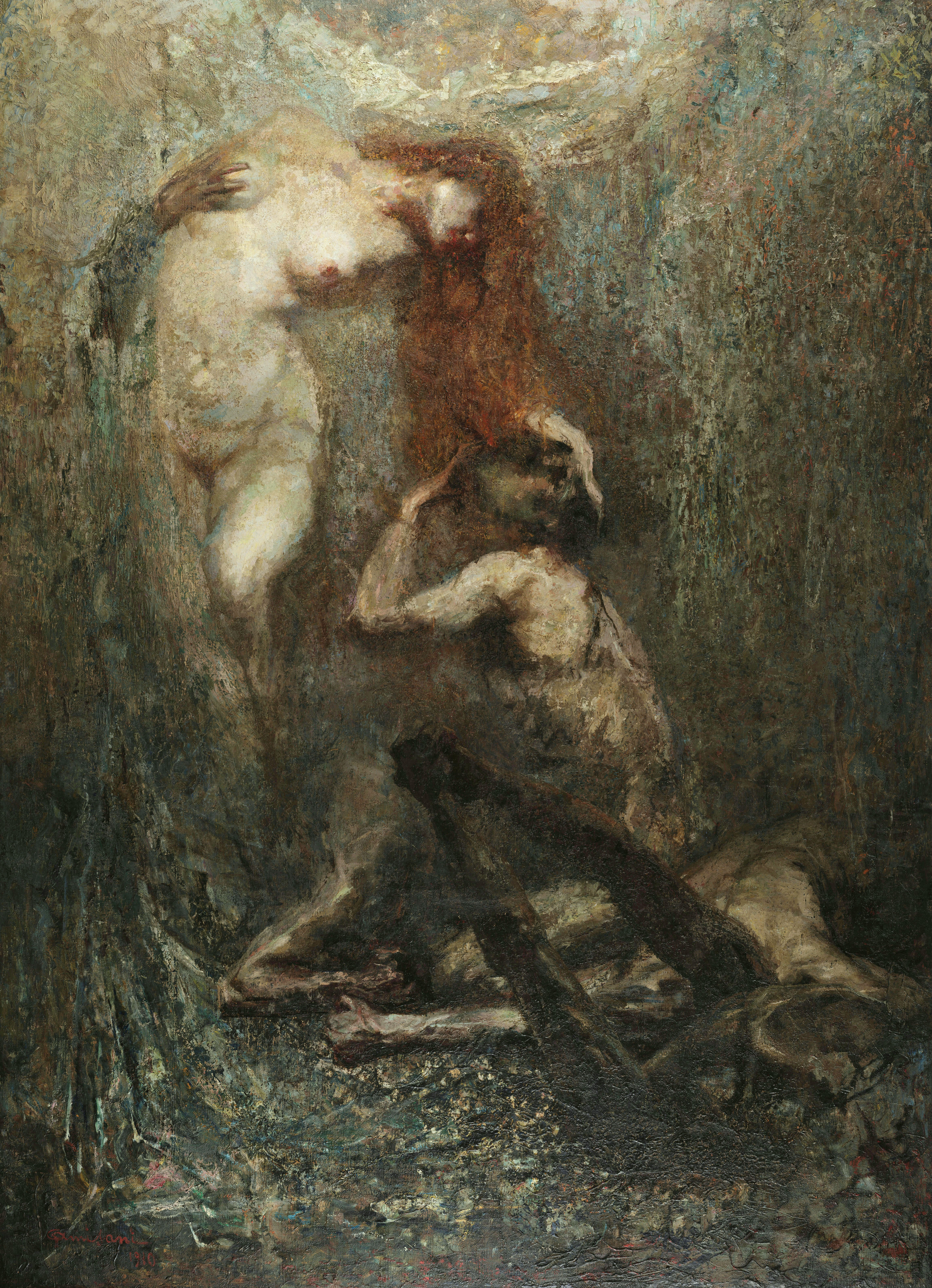
Giuseppe Amisani (1881-1941). La Culla Tragica, 1910.

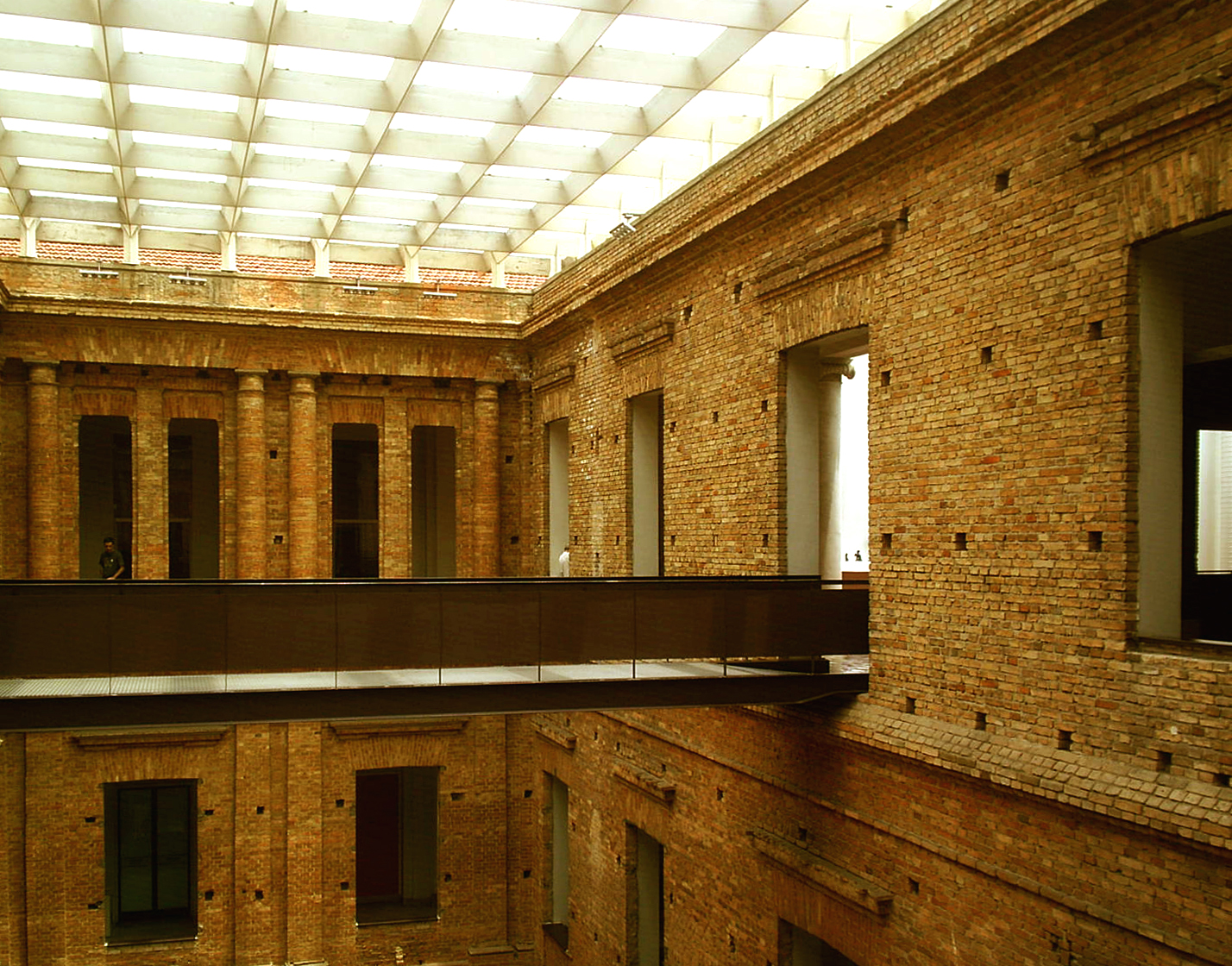
Huvudbyggnaden efter renovering av Paulo Mendes da Rocha.

Pinakoteket i São Paulo presenterade 2018 för första gången i Latinamerika en utställning över den svenska målaren Hilma af Klint.

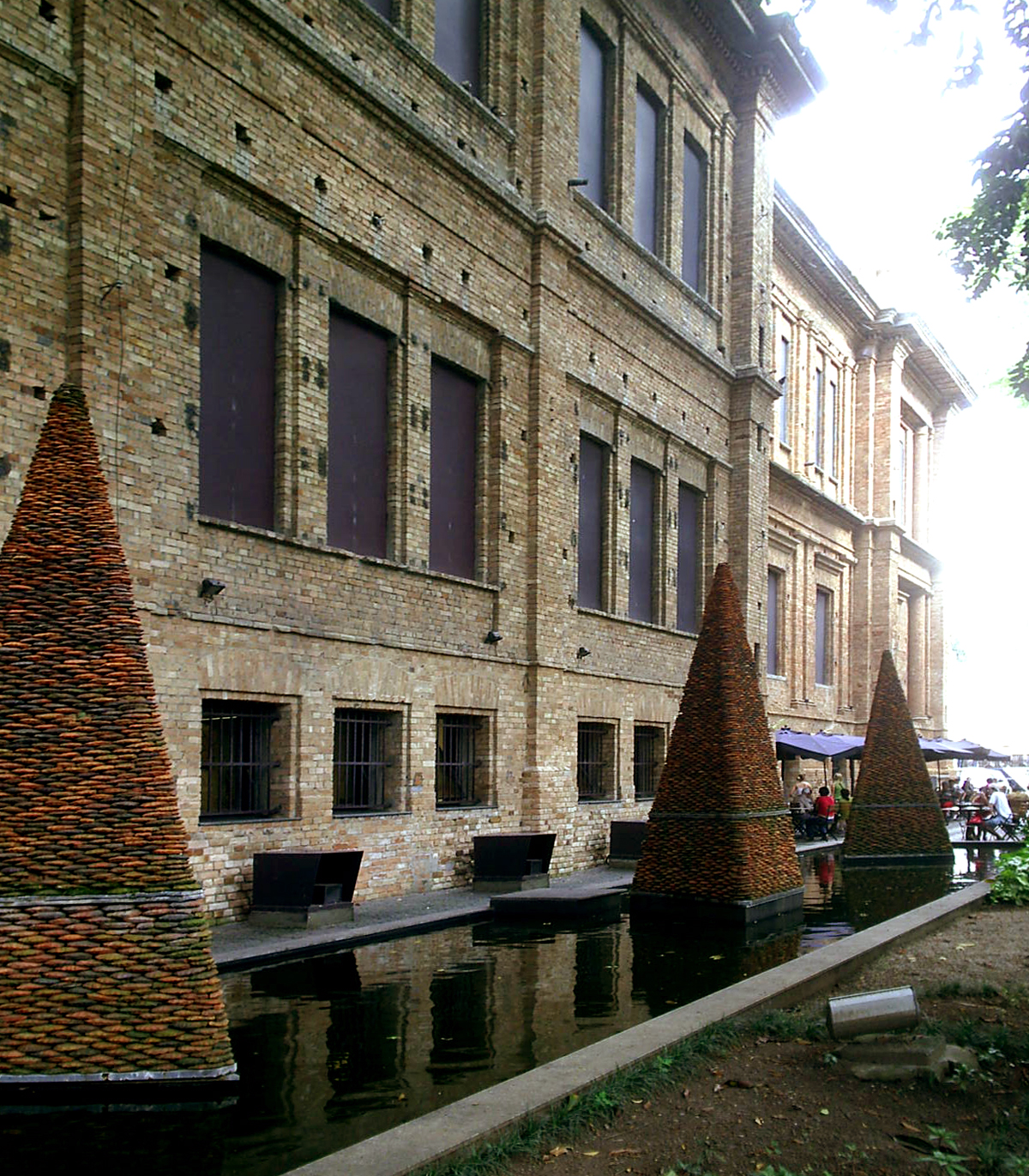
Bakre fasaden.

## Byggnaden
Byggnaden ritades av Ramos de Azevedo och hans medarbetare Domiciano Rossi, och har en monumental stil i stark överensstämmelse med den eklektiska italienska stilen. Den består av tre våningar med två innergårdar för att säkerställa god ventilation och ljustillgång. I mitten på första våningen ligger den centrala hallen, med hög takhöjd och fönster med utsikt över interiören. I konstruktionen användes trä från Riga och keramik från Frankrike.  
I projektet försökte ingenjörerna integrera byggnaden med Jardim da Luz, och därför byggdes balkonger och fönster med utsikt över parken. Byggnaden öppnade delvis år 1900, för utbildningsändamål. Byggnaden färdigställdes aldrig enligt ursprungsplanen, vilket framgår av de exponerade tegelväggarna på fasaden och på de inre gårdarna, och avsaknad av den planerade kupolen som var en del av det ursprungliga förslaget. 
Den brasilianska regeringen utfärdade ett skydd av byggnaden 1982, i syfte att bevara en av de arkitektoniska delarna av Bairro da Luz (typiskt 1800- och 1900-talet i São Paulo). I den stilen uppfördes även Estação da Luz, Estação Júlio Prestes och Museo de Art Sacro de São Paulo. 
Mellan 1993 och 1998 byggdes huvudbyggnaden om under ledning av arkitekten Paulo Mendes da Rocha tillsammans med arkitekterna Weliton Ricoy Torres och Eduardo Argenton Colonelli. Syftet var att skapa ett museum som kunde vara värd för stora internationella utställningar. Ombyggnationen belönades år 2000 med Mies van der Rohe-priset för latinamerikansk arkitektur till de tre arkitekterna.